# Muff Winwood

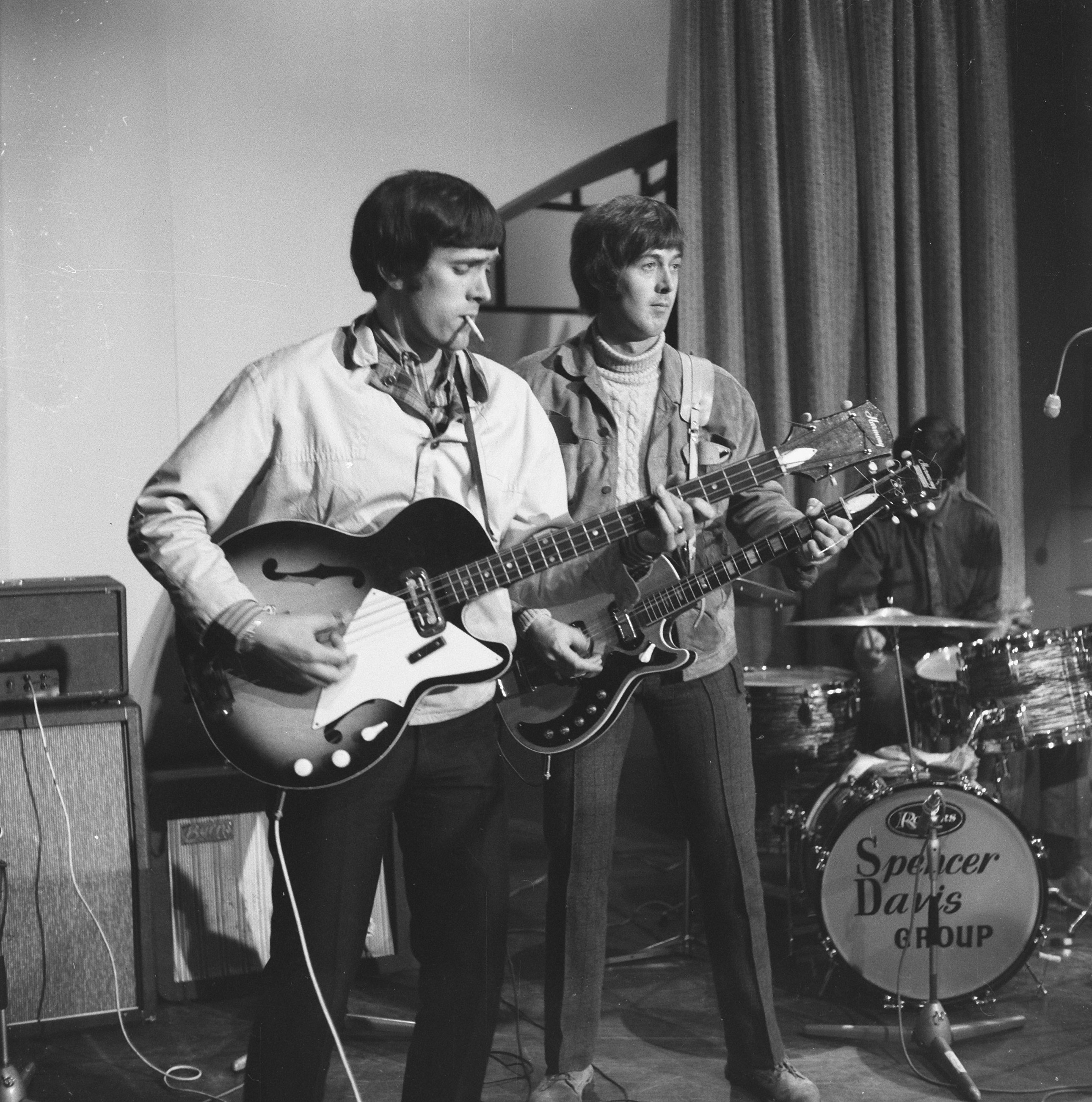
Muff Winwood (Bassist) (Amsterdam, 1966)

Mervyn „Muff“ Winwood (* 15. Juni 1943 in Birmingham) ist ein englischer Musiker und Musikproduzent. Er ist der ältere Bruder des berühmten Musikers Steve Winwood und vor allem bekannt als Bassist der Spencer Davis Group.

## Leben
Durch seinen Vater schon früh mit Musik in Verbindung gebracht, gründete er bereits als Kind seine erste Band.
„Muff Woody Jazz Band“ war die erste von seinen Bands, bei denen sein jüngerer Bruder Steve mitspielte.
1963 schlossen sie sich dem Gitarristen Spencer Davis an und bildeten zusammen mit dem Schlagzeuger Pete York die Spencer Davis Group, mit der sie große Erfolge verbuchen konnten.
Als 1967 sein Bruder Steve die Band verließ, tat er es ihm gleich und ist seitdem Produzent, er produzierte z. B. das erste Album der Dire Straits.